# Marie-Thérèse de Mallmann
Marie-Thérèse de Mallmann, née le 6 octobre 1909 à Paris et morte le 21 septembre 1975 en Suisse à Château-d'Œx, est une spécialiste française de l'iconographie du bouddhisme.

## Biographie
Marie-Thérèse Hélène Henriette Suzanne de Mallmann, que sa famille et ses amis appelaient Miquette, était la dernière des cinq enfants d’Émile Jean-Marie de Mallmann (1863-1914), ancien élève de l'École polytechnique, et de son épouse Marie-Thérèse Caroline de Liebieg (1871-1944). Petite-fille du collectionneur et mécène Heinrich von Liebieg (1839-1904), nièce du physicien René de Mallmann et du consul Auguste François, elle resta célibataire.
Marie-Thérèse de Mallmann est attirée par les études d'orientalisme et étudie le sanskrit. Elle se forme à l'École du Louvre, à l'École pratique des hautes études, à l'Institut d'art et d'archéologie et au Collège de France. Elle eut des maîtres éminents comme Joseph Hackin, René Grousset, Philippe Stern, Alfred Foucher, Jean Przyluski et Paul Mus. Elle collabora pendant dix-huit ans avec Marcelle Lalou.
Diplômée de l'École du Louvre (1946) et de l'EPHE (1948), elle obtient un doctorat ès-lettres pour sa thèse sur Les enseignements iconographiques de l'Agni-purana (1963).
Marie-Thérèse de Mallmann mène une double carrière de Chargée de mission au Musée Guimet et de Maître de recherche au CNRS. Elle anime aussi un cercle d'études d'iconographie pour des chercheurs et des étudiants dont elle dirige les recherches et les travaux. Ses échanges avec des chercheurs étrangers valent à ses travaux une reconnaissance internationale. Le gouvernement français lui décerne les Palmes académiques avec le grade d'officier[réf. nécessaire]. Elle est l'auteure de nombreux articles et de publications. Son Introduction à l'iconographie du Tantrisme bouddhique fait toujours autorité auprès des spécialistes[réf. nécessaire].
Marie-Thérèse de Mallmann fait don d'objets et de manuscrits bouddhiques au Musée Guimet auquel elle lègue toute sa documentation photographique et sa bibliothèque orientaliste.
Avec Jeannine Auboyer, elle établit un inventaire des collections d'Auguste François et entreprend la publication de quelques-uns de ses écrits.

## Publications
- Head-dresses with figurines in Buddhist Art, 1947
- Introduction à l'étude d'Avalokiteçvara, Paris, 1948 (FRBNF32412192)[3]
- Un point d'iconographie javanaise : Khasarpana et Amoghapasa, 1948
- À propos d'une coiffure et d'un collier d'Avalokiteçvara, 1948-49
- Étude iconographique sur Mañjuśrī. Paris, 1964
- Introduction à l'iconographie du Tantrisme bouddhique, Paris, 1975 réimprimé en 1986  (ISBN 2-7200-1043-X)